# Aphrodisias
Aphrodisias was een stad in Carië, nu deel van het huidige Turkije, ongeveer 230 km vanaf İzmir, nabij het dorp Geyre. Sinds 2017 staat de archeologische site op de Unesco-Werelderfgoedlijst.

## Naam
Zoals haar naam impliceert, was ze vernoemd naar Aphrodite, de Griekse godin van de liefde. Volgens de Suda had de stad, voordat ze in de hellenistische periode (3e eeuw v.Chr.) als Aphrodisias bekend werd, drie eerdere namen: Lelegonpolis (stad van de Lelegiërs), Megale Polis en Ninoë. De stad werd later in Christelijke tijden hernoemd tot Stauropolis (stad van het kruis) (cf. infra).

## Geschiedenis
De stad werd intensief geëxploiteerd in de hellenistisch en Romeinse periodes, en beeldhouwers in marmer van Aphrodisias waren bekend over heel de Romeinse wereld. Vele voorbeelden van beeldhouwwerken zijn opgegraven in Aphrodisias en sommige zijn ook overgeleverd in andere delen van de Romeinse wereld.

### Prehistorie
De oorsprong van de stad, die nabij een marmergroeve werd gebouwd, kan worden teruggevoerd tot 3000 v.Chr. in het Chalcolithicum. Deze prehistorische nederzetting was op de akropolis en in het noordelijke deel van de stad gelegen, waar later de tempel van Aphrodite zou komen te staan. Het is waarschijnlijk dat omwille van de vruchtbare gronden er al zeer vroeg een moedergodincultus ontstond met lokaal Anatolische en oosterse invloeden.
De zogenaamde "Aphrodite van Aphrodisias", de latere stadsgodin van Aphrodisias in Klein-Azië, schijnt oorspronkelijk een Carische godheid te zijn geweest, die zou versmelten tot een drie-eenheid van Aphrodite Ourania, Pandemos en Pelagia. In deze hoedanigheid bleef Aphrodite tot in de Romeinse keizertijd in heel het Middellandse Zeegebied aanbeden. Onder anderen keizer Hadrianus was een fervent vereerder van haar.

### Griekse periode
In zijn Geographika vertelt Stephanus van Byzantium dat de stad werd gesticht door de Lelegiërs, waarnaar de stad Lelegonpolis werd genoemd. De Cariërs noemden de stad, aldus Stephanus, Ninoë naar de legendarische Babylonische koning Ninos, maar het is waarschijnlijker dat deze naam is afgeleid van de Akkadische benamingen voor Ishtar die door de Grieken zou worden geïdentificeerd met Aphrodite. Mogelijk veranderde de naam van de stad reeds bij de komst van de Grieken, maar pas vanaf de hellenistische periode vinden we bronnen die deze naam vermelden.

### Hellenistische en Romeinse periode
In de hellenistische periode ging Aphrodisias een verbinding (sympoliteia) aan met het nabijgelegen Plarasa. Vandaar dat men voortaan gemeenschappelijke munten sloeg. Tijdens de Romeinse burgeroorlogen van de 1e eeuw v.Chr. kon de stad een goede verhouding met de toenmalige machthebbers bewaren. Zo verzekerden de triumviri Marcus Antonius, Gaius Iulius Caesar Octavianus en Marcus Aemilius Lepidus haar in een in een inscriptie overgeleverd decreet (39 v.Chr.) onafhankelijkheid (van de Romeinse provinciebestuur), immuniteit voor Romeinse inmenging en asylia. Andere inscripties verwijzen naar de relatie van Aphrodisias met Rome.
Een omvangrijke marmerindustrie en een beroemde beeldhouwersschool, begunstigd door de nabijgelegen en in de hellenistisch en Romeinse periode intensief geëxploiteerde marmergroeve, kwam nu tot volle bloei. De beeldhouwers van Aphrosisias waren vermaard voor hun zwarte en witte beeldhouwwerken uit een gelaagd blok marmer. Maar Aphrodisias was ook bekend om de fijne textielproducten (wol en katoen). De stad werd, vanaf de Augusteïsche periode, in de 1e eeuw v. en n.Chr. zoals zovele Klein-Aziatische steden voorzien van talrijke openbare gebouwen. In de 3e eeuw n.Chr. werd Aphrodisias de hoofdstad van de nieuw ingerichte provincia Caria.

### Late oudheid en ecclastische geschiedenis
In de late antieke periode werd de stad hernoemd tot Stauropolis ("stad van het kruis"), een veel geschiktere naam voor een christelijke stad dan het pagane "stad van Aphrodite". De naam Aphrodisias werd echter nog steeds gebruikt door de "Hierocles Synecdemus", door de Novella CLX van Iustinianus, en komt nog voor in de ondertekeningen van het vijfde oecumenisch concilie in 553. De naam Stauropolis verschijnt voor het eerst rond 640 in de "Ecthesis" van pseudo-Epiphanius. De naam Tauropolis, waarvan men dacht dat ze werd gedragen door de stad alvorens Stauropolis te heten, is een vergissing die verscheidene geleerden in het verleden hebben gemaakt.
Michel Le Quien vermeldt twintig bisschoppen voor deze zetel, waaronder Ammonius bij het Eerste Concilie van Nicaea in 325, Eumenius bij het Eerste Concilie van Constantinopel in 381, Cyrus bij het Concilie van Efeze in 431, Critonianus bij het Concilie van Chalcedon in 451, Severianus bij het Tweede Concilie van Constantinopel in 553, Ephraem van Carië, een liturgisch dichter, enz. waren. Een andere bisschop, Theopropios, wordt door een inscriptie vermeld.
In de 7e eeuw had Stauropolis achtentwintig suffragane bisschoppen en zesentwintig aan het begin van de 10e eeuw. Tussen 1356 en 1361 schijnt de zetel te zijn verlaten door de metropoliet, maar de titel werd lang behouden en hem werden de inkomsten van andere kerken gegeven. Isaias van Stauropolis was aanwezig op het Concilie van Ferrara-Florence (1439) en vluchtte ervan weg om te vermijden dat hij het decreet van unie moest ondertekenen.
Stauropolis bleef (vanaf 1913) een rooms-katholieke titulaire metropolitane zetel van de voormalige provincia Caria.

## Opgravingen en problemen in verband met de site

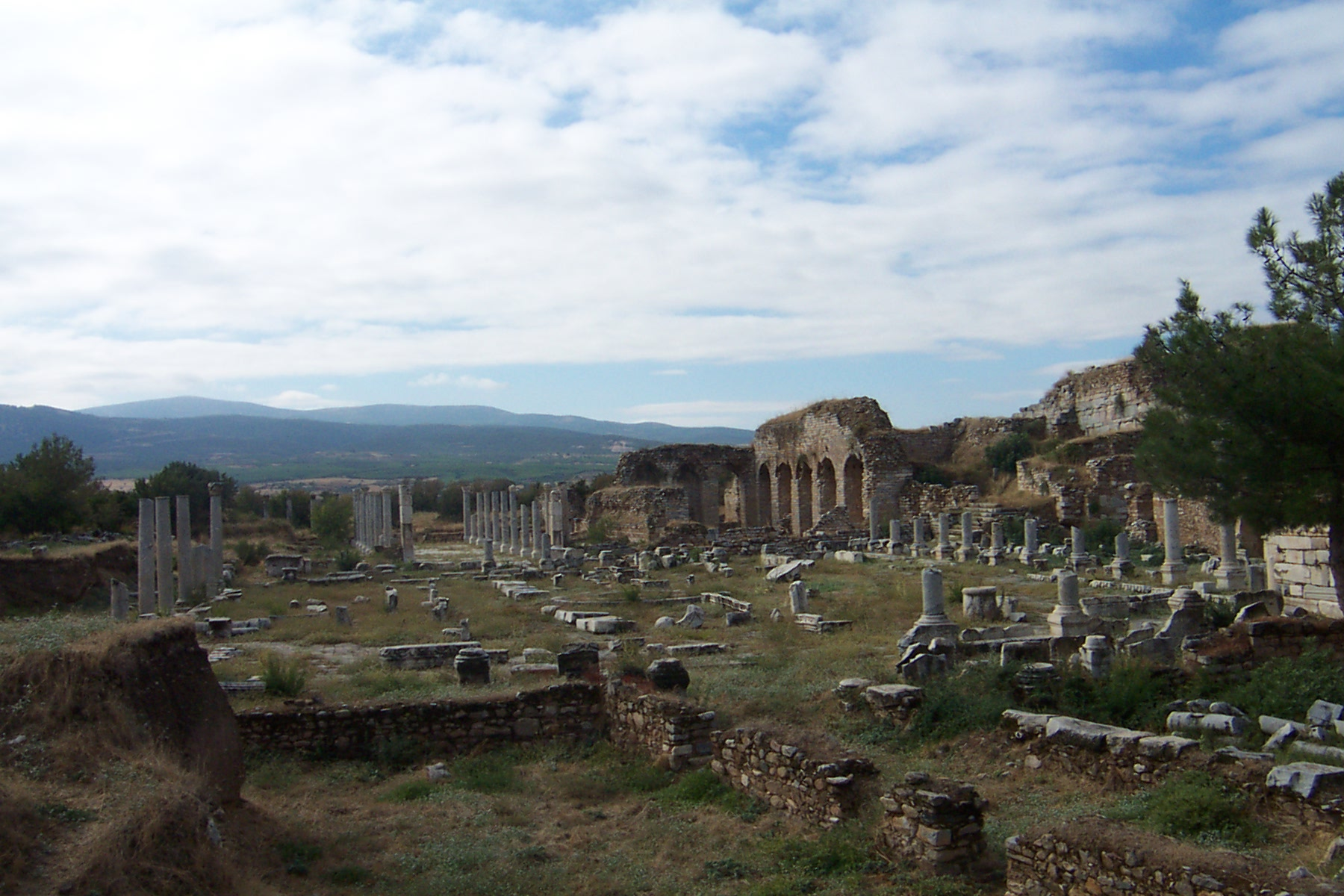
Aphrodisias.

De recentste opgravingen zijn in 1962 door Kenan Erim begonnen onder auspiciën van de universiteit van New York en worden nog steeds voortgezet. Ze staan momenteel onder leiding van Christopher Ratté (Universiteit van New York) en R.R.R. Smith (Universiteit van Oxford). Voordien was de site al in 1904-5 door een Franse spoorwegingenieur, Paul Gaudin, opgegraven. Daar vele stukken van monumentale steen werden hergebruikt in de laat-antieke stadsmuren, konden en kunnen vele inscripties door bezoekers van de regio worden gelezen zonder enige opgraving; de stad is daarom bezocht geworden en er zijn dan ook herhaaldelijk inscripties opgetekend in moderne tijden, reeds vanaf de vroege achttiende eeuw.
De site ligt in een aardbevingszone en heeft op diverse tijdstippen veel schade geleden, voornamelijk in de 4e en 7e eeuw. Een extra complicatie was dat een van de 4e-eeuwse aardbevingen het grondwaterpeil veranderde, wat ervoor zorgde dat delen van stad last hebben van overstromingen.
Bewijs voor de ernst van de situatie kan men zien aan het afvoersysteem dat men installeerde om dit probleem te bestrijden. Aphrodisias herstelde nooit volledig van de 7e-eeuwse aardbeving en verviel in ruïnes. Het deel van de stad werd door het dorp Geyre ingenomen; sommige van de huisjes werden in de 20e eeuw verwijderd om de oudere stad bloot te leggen. Een nieuw Geyre werd op een korte afstand vandaar opgebouwd.

## Gebouwen

### Tempel van Aphrodite

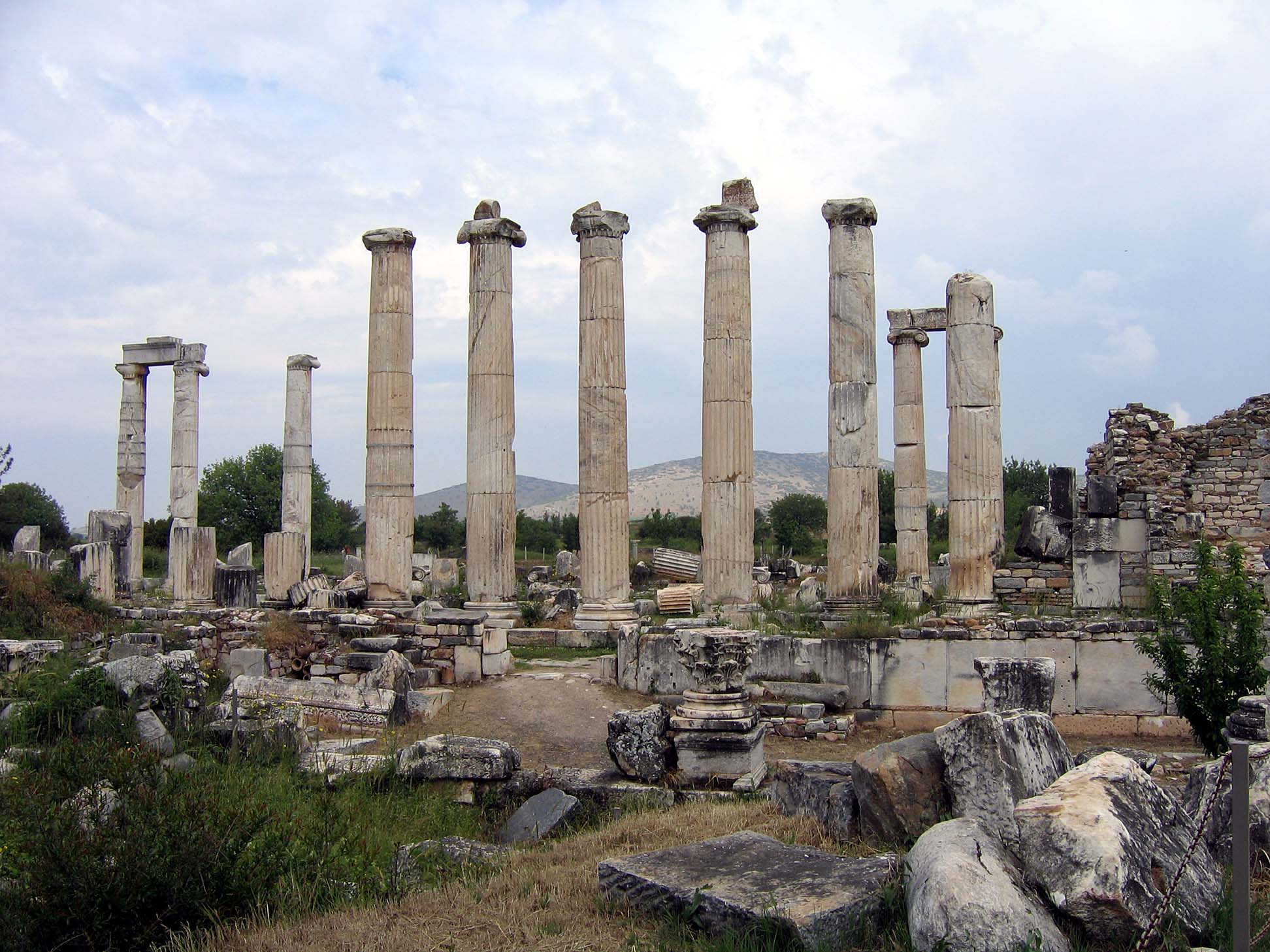
De tempel van Aphrodite.

De tempel van Aphrodite was en is nog steeds een belangrijke plek in de stad. De restanten van de vandaag de dag nog zichtbare tempel van Aphrodite gaan terug tot de 1e eeuw v.Chr. (waar reeds vroeger een tempel van Aphrodite stond). Onder Augustus en Hadrianus werd de tempel uitgebreid en herbouwd. Het karakter van het gebouw veranderde toen het in de 5e eeuw n.Chr. werd omgevormd tot christelijke basiliek. De Aphrodisiaanse beeldhouwers waren vermaard en de school van beeldhouwwerk was heel productief; veel van hun werk kan rond de site en in het museum worden gezien. Vele levensgrote standbeelden werden in het gebied van de agora ontdekt en men tracht onafgewerkte stukken toe te schrijven aan een echte school. Sarcofagen werden op verschillende locaties teruggevonden, meestal verfraaid met guirlande- en zuilenontwerpen. Pilasters zijn gevonden, die voorstellen wat men als "bevolkte rollen", met verscheidene mensen, vogels en dieren in acanthusbladeren gestrengeld, heeft beschreven. De beeldhouwers haalden hun voordeel uit een overvloedig aanbod aan marmer in de buurt.

### Bouleuterion
Het bouleuterion ligt in het midden van de noordzijde van de noordelijke agora. Zoals het er vandaag nog staat, bestaat het uit een halfcirkelvormig auditorium dat uitziet op een ondiepe podiumstructuur van ongeveer 46 m breed. Het lagere deel van het auditorium bleef ongerept, met negen rijen van marmeren stoelen verdeeld in vijf wiggen door radiale trappen. De zitplaatsen van het hogere deel, dat een bijkomende twaalf rijen telt, zijn samen met zijn ondersteunende gewelven ingestort. Het plan is extreem open, met talrijke ingangen gelijkvloers en enkele trappen die toegang geven tot de hogere stoelenrijen. Een systeem van massieve parallelle steunberen toont aan dat het gebouw oorspronkelijk een dak had. Het auditorium zou door een serie van grote, gewelfde ramen in de gebogen buitenste muur zijn verlicht. De capaciteit van het gebouw wordt geschat op ongeveer 1750 zitplaatsen.
De beschikbare gegevens duiden op een bouwjaar in de Antonijnse of vroeg-Severische periode (late 2e of vroege 3e eeuw n.Chr.). De scaenae frons (toneelgevel) werd zeer waarschijnlijk in deze periode opgetrokken, daar de stijl van zowel de beeldhouwkundige als de architecturale ornamenten dit suggereert. Standbeeldsokkels aan de uiteinden van de overgebleven muren van het auditorium droegen de naam van twee broers, senators uit de vroeg-Severische periode en twee van een inscriptie voorziene sokkels, die symmetrisch tegenover de voorgevel waren geplaatst, droegen de standbeelden van de Aphrodisiaanse weldoeners, Claudia Antonia Tatiana en haar oom L. Antonius Claudius Dometeinos, die leefden aan het einde van de 2e eeuw n.Chr. (cf. beeldhouwwerken van het bouleuterion). Van Claudia Antonia Tatiana weet men dat ze nauwe banden met Ephesos schijnt te hebben gehad en het is mogelijk dat de opvallende gelijkenis tussen dit gebouw en het bouleuterion op de stadsagora van Ephesos, door inscriptie gedateerd rond het midden van de 2e eeuw, te verklaren valt door een initiatief harentwege. Wij weten niet wat hier stond voor de 2e eeuw n.Chr., maar het is waarschijnlijk dat het huidige gebouw een kleiner verving dat tegelijk met de aanleg van de agora in de late 1e eeuw v.Chr. moet zijn gebouwd.
Het bouleuterion van Aphrodisias bleef in deze vorm bewaard tot de vroege 5e eeuw, toen een gemeenteambtenaar het liet aanpassen als een palaistra en zijn verrichting liet registreren op de hogere vormen van het pulpitum (podium). Deze term verwijst gewoonlijk naar een worstelterrein, maar in de 5e eeuw zou het ook worden gebruikt als hal voor lezingen, optredens en verscheidene vormen van sportwedstrijden, zoals wordt gesuggereerd door een aantal partijdige inscripties die op de stoelen werden gekerfd. Talrijke bijkomende gaten in de resterende stoelen, vermoedelijk voor stangen die schermen moesten steunen, doen vermoeden dat rond deze tijd het gebouw zijn dak had verloren. De orchestra werd verlaagd en van een marmeren vloer voorzien, die, misschien, een vloer uit een vroegere fase hergebruikte.

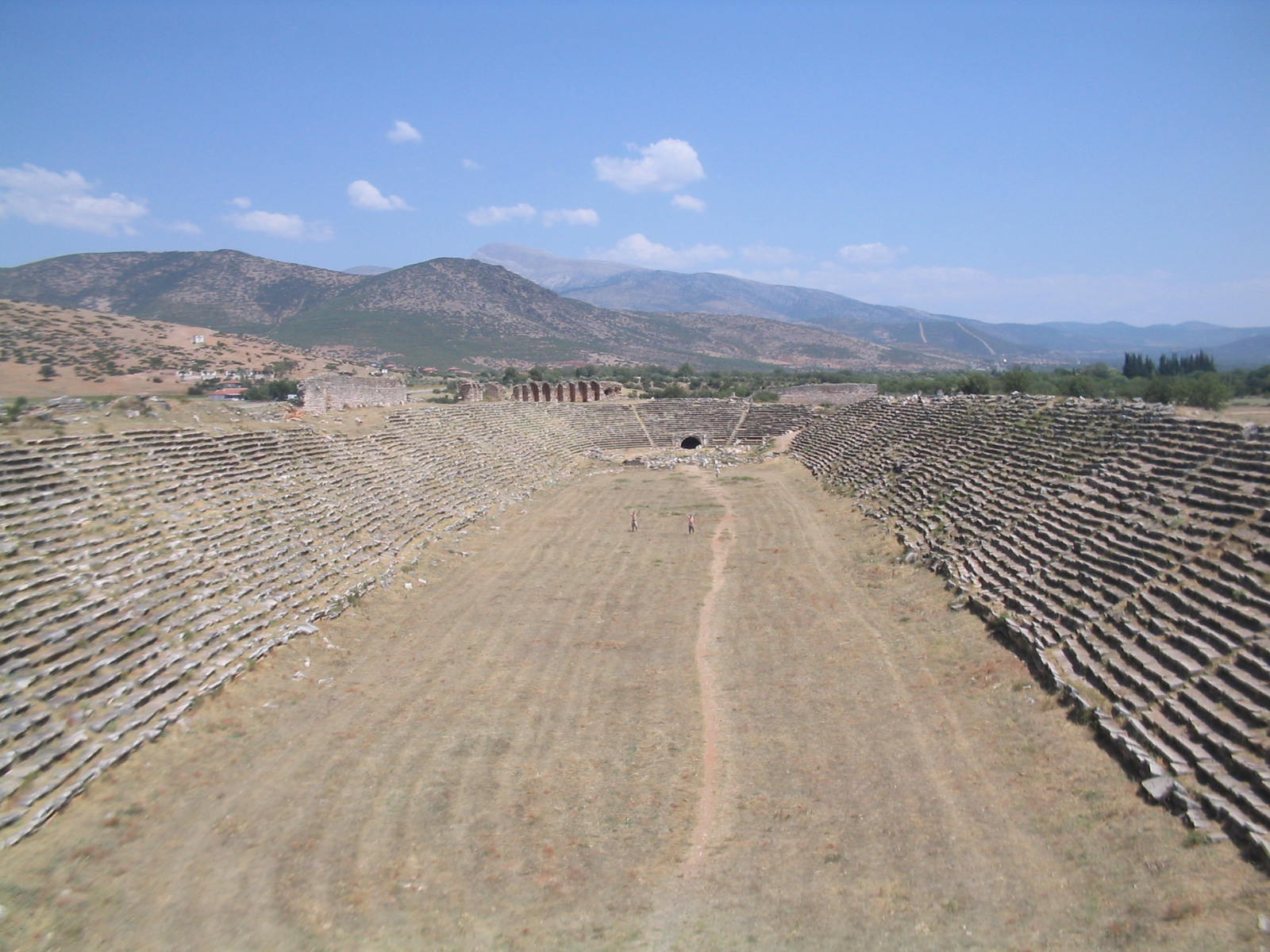
Het stadion.

De architectuur van het bouleuterion wordt bestudeerd door Lionel Baar, professor aan het departement kunst van de Universiteit van Brooklyn.

### Andere gebouwen en ontdekkingen
Er zijn vele andere opvallende gebouwen, waaronder het stadion dat waarschijnlijk het best bewaarde in zijn soort is in het Middellandse Zeegebied. Het mat 262 bij 59 m en werd voor atletische gebeurtenissen gebruikt totdat het theater door een 7e-eeuwse aardbeving zwaar beschadigd werd, waardoor men een deel van het stadion moest omvormen om te kunnen dienen voor activiteiten die vroeger in het theater plaatsvonden. Dit theater was reeds in 28 v.Chr. herbouwd door de vrijgelatene Gaius Iulius Zoilos, die het wijdde aan Aphrodite en aan de demos (AE 1984, 878.). Verdere bezienswaardigheden in Aphrodisias zijn het tetrapylon, het odeion respectievelijk bisschoppelijk paleis, de thermen van Hadrianus (2e eeuw) en het Sebastion (wat op een keizercultus wijst, vermoedelijk onder Claudius of Nero opgericht).

## Inscripties van Aphrodisias

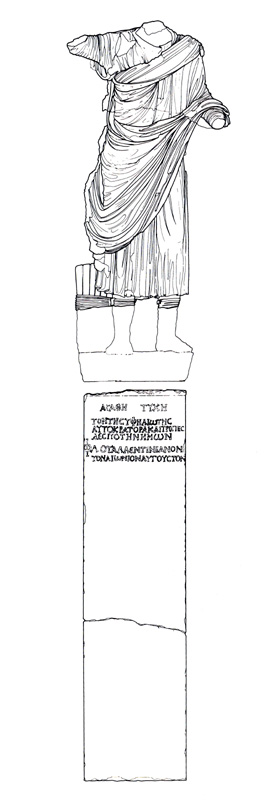
Een standbeeld van Valentinianus II met een inscriptie uit Aphrodisias.

De kwaliteit van het marmer in Aphrodisias heeft er ook voor gezorgd dat een ongewoon groot aantal van inscripties voorziene zaken zijn overleverd in de stad. Meer dan 2000 inscripties zijn geregistreerd door de New Yorkse opgravers, vele van hen waren hergebruikt in de stadsmuren. De meeste inscripties dateren uit de keizertijd, waarbij funeraire en honoraire teksten bijzonder goed zijn vertegenwoordigd, maar er zijn ook verscheidene teksten van de hellenistische tot Byzantijnse periode overgeleverd.

### De joodse inscriptie
Opgravingen in Aphrodisias legden een belangrijke joodse inscriptie bloot waarvan de context onduidelijk is. De Griekse inscriptie geeft een lijst van donaties geschonken door verscheidene individuen, waarvan vele als "theosebeis" (Godvrezenden) worden bestempeld. Het lijkt zeer waarschijnlijk, wanneer men deze gegevens vergelijkt met de inscripties in de synagoge van Sardis en met het Nieuwe Testament, dat dergelijke theosebeis geïnteresseerde mensen waren die zichzelf verbonden met de joodse gemeenschap, die de synagoge steunden en mogelijk zelfs frequenteerden. De geografische verspreiding van onze gegevens over deze theosebeis wijst erop dat het een wijdverspreid fenomeen was in Klein-Azië gedurende de Romeinse periode.